# Juan Castro Nalli
Juan Carlos Castro Nalli, (Lima, Perú, 17 de agosto de 1940), compositor y concertista de piano peruano.

## Biografía
Inició sus estudios de música con Edgar Valcárcel y Rosa Mercedes Ayarza de Morales. Se graduó de abogado en la Pontificia Universidad Católica del Perú y luego viajó a España para estudiar en el Real Conservatorio de Música, en Madrid con los maestros Américo Caramuta, Enrique Igoa y Carmen Rosa Capote.
Ha trabajado con artistas de la talla de Chabuca Granda y compuesto para diversos géneros como teatro, danza clásica, folklore peruano, brasileño, árabe y ruso. Se ha presentado en más de cincuenta países por todo el mundo en calidad de Embajador Cultural del Perú, acompañado de los más prestigiosos músicos y orquestas. Es considerado uno de los compositores y concertistas de piano más importantes del Perú contemporáneo.